# Onthophagus schaefferi
Onthophagus schaefferi é uma espécie de inseto do género Onthophagus, família Scarabaeidae, ordem Coleoptera.
Foi descrita cientificamente por Howden & Cartwright em 1963.